# Martha MacKenzie - Holden
Martha Jane Stewart-Holden (apellido de soltera MacKenzie, previamente Stewart), es un personaje ficticio de la serie de televisión australiana Home and Away, interpretada por la actriz Jodi Gordon desde el 8 de septiembre de 2005 hasta el 9 de junio de 2010.
Entre 1988 y 1989 el papel de Martha fue interpretado por la infante Burcin Kapkin. 

## Biografía
Amigable y entusiasta Martha es la nieta de Alf Stewart, hija de Ruth Stewart y Brett Macklin, y hermana adoptiva de Michael MacKenzie y Greg MacKenzie.
Es muy buen amiga de Kim Hyde, Robbie Hunter, Tasha Andrews, Tony Holden y Rachel Armstrong-Holden.